# Albuminurie
Albuminuria este o condiție patologică reprezentată prin creșterea nivelelor de proteine, în mod specific albuminele, în urină, fiind astfel un tip de proteinurie. Este una dintre cele mai comune proteine regăsite la nivel urinar în condiții patologice, iar în caz de creștere este un indicator al afectării renale și cardio-vasculare. Albumina în sine este o componentă abundentă a plasmei (proteină plasmatică), iar eliminarea sa în urină este în mod fiziologic împiedicată de glomerulii renali. În condiții normale, cantități infime de albumină se regăsesc în urină, iar creșterea cantității sale indică o alterare a sistemului de filtrare renală.